# فرانس مولر
فرانس مولر هو سباح سويدي، ولد في 25 فبراير 1897 في مالمو في السويد، وتوفي في 14 أبريل 1995.

## وصلات خارجية
- فرانس مولر على موقع اللجنة الأولمبية الدولية (الإنجليزية)
- فرانس مولر على موقع أوليمبيديا (الإنجليزية)
- فرانس مولر على موقع اللجنة الأولمبية السويدية (السويدية)